# Nyalka
Nyalka è un comune di 460 abitanti situato nella contea di Győr-Moson-Sopron, nell'Ungheria nordoccidentale.